# Ctenopteris rigescens
Ctenopteris rigescens är en stensöteväxtart som först beskrevs av Jean Baptiste Bory de Saint-Vincent och Carl Ludwig Willdenow, och fick sitt nu gällande namn av John Smith. Ctenopteris rigescens ingår i släktet Ctenopteris och familjen Polypodiaceae. Inga underarter finns listade.